# Gerhard Grümmer
Gerhard Grümmer (* 20. August 1926 in Görlitz; † 19. September 1995 in Rostock) war ein deutscher Biologe, Schriftsteller, Herausgeber und Übersetzer.

## Leben
Nach dem Schulbesuch in Görlitz wurde er 1943 zum Reichsarbeitsdienst und später zur Reichskriegsmarine eingezogen. Nach dem Krieg geriet er in Kriegsgefangenschaft in Großbritannien. Er holte das Abitur in Gera nach und studierte an der Friedrich-Schiller-Universität Jena Biologie und Chemie. Er wirkte als Assistent an der Friedrich-Schiller-Universität Jena und anschließend an der Ernst-Moritz-Arndt-Universität Greifswald. Ab 1955 war Gerhard Grümmer als Dozent und ab 1958 als Professor für Phytopathologie tätig. Von 1970 bis 1975 war er Professor für Phytopathologie an der Universität Rostock.
Seine ersten wissenschaftlichen Arbeiten widmeten sich der Allelopathie. Während des Vietnamkriegs wurden mit Hilfe seiner Greifswalder Forschungsgruppe Gegenmittel zu den chemischen Kampfstoffen der US-amerikanischen Armee entwickelt. Er leitete in Vietnam Einsätze zur Neutralisierung der Herbizide. Über den Einsatz schrieb er eine in viele Sprachen übersetzte Reportage.
Er war 1964/65 mit einer Gastprofessur in Indien betraut. Nach der „dritten Hochschulreform“ 1969 wurde sein Institut in Greifswald aufgelöst, Grümmer nach Rostock versetzt und bereits 1974 krankheitsbedingt emeritiert. Zusammen mit seinem Rostocker Kollegen Albrecht Krummsdorf verfasste er 1981 das populäre Standardwerk zur Bergbaurekultivierung in der DDR "Landschaften vom Reißbrett".
Gerhard Grümmer schrieb Romane, teilweise unter dem Pseudonym Gerhard Meer, und Reportagen. Er übersetzte Reiseberichte von Jean de Mandeville (aus dem Mittelhochdeutschen), Washington Irving, John Ross, Robert Edwin Peary und John Franklin (aus dem Englischen). Zudem verfasste er populärwissenschaftliche Bücher zur Biologie, Heimatbücher über Rostocks Geschichte und Betrachtungen zur deutschen Sprache, z. B. Sammlungen von Schüttelreimen und Palindromen.

## Werke  (Auswahl)
- Beiträge zur Eigenschaftsanalyse der Anfälligkeit von Papaver somniferum gegen Helminthosporium papaveris. Jena 1951, DNB 480872082 (Dissertation Universität Jena, Naturwissenschaftliche Fakultät, 16. August 1951, 69 Seiten).
- Pflanzen und Tiere tropischer Gebiete, 1966
- Herbizide in Vietnam, 1969 (Reportage)
- Im Ringen um die Nahrung, 1970
- Irrfahrt, 1977 (Roman)
- Landschaft vom Reißbrett. Die Zukunft unser Kippen, Halden und Restlöcher, 1981 (zusammen mit Albrecht Krummsdorf)
- Giftküchen des Teufels, 1985
- Ponape im Aufstand, 1991 (Roman)
- Travestien über Fuchs und Rabe, 1993